# 出羽清原氏
出羽清原氏（でわきよはらし）は、平安時代の豪族である。出羽国（後の羽後国）の在庁官人、清原令望が俘囚長に任ぜられ、仙北三郡を支配したとする説があるが定説には至っていない。

## 概要
朝廷に服属した蝦夷を俘囚といい、出羽清原氏はこの俘囚の主（『陸奥話記』）と史料にみえる。自身も俘囚の一族ではないかとも考えられているが、家系図上では貴族である清原深養父の子孫である。しかし深養父の子孫が出羽清原氏だということが疑問視されることもあり、元慶の乱で京都から来た清原令望を祖とする在庁官人ではないかともいわれている。『陸奥話記』には、安倍氏とは違い出羽清原氏が「真人」の姓を有することが書かれていて、また前九年の役の勝利後に鎮守府将軍に任命されてもいるため、出羽清原氏は単なる俘囚ではないとする見解が多いが、実際の家系についてはまだ不明な点が多い。
1990年代以降、武則系を海道平氏（岩城氏）の一族とする説が唱えられると、これを強化する論考が続き、有力な説とする論考も現れている。一方で、後世にそのような誤解が生じた理由は、源頼俊によって、清原氏と海道平氏との間に緊密な同族的連合が形成された史実に影響を蒙ったからであると推察する説も提示されている。
『続群書類従』「清原系図」には、清原武衡について、「奥州磐城郡に住す。寛治五年十一月、源義家か為に滅ぼさる」と記されている。また、『百錬抄』寛治元年（1083年）12月26日条には「平武衡」と武衡の名が平姓を冠して記されている。このことから、海道平氏の平貞衡（小松柵合戦で源頼義の兵として名が見える平貞平か）が清原氏へ、清原氏の清原武衡が海道平氏へと、両氏の間で養子の交換が行われた可能性がある。その際貞衡は、おそらく清原武則の娘婿として奥六郡主の後継者の座に就き、同時に清原真衡、藤原清衡、清原家衡の継父として彼らの後見役の役割を担うことになった。
前九年の役の際に武則配下の武将として名が見える深江是則は、元慶の乱において朝廷に恭順した深江弥加止の末裔であると考えられるが、弥加止と共に恭順した玉作正月麿や玉作宇奈麿の玉作姓が前九年の役・後三年の役の記述において確認できないことから、玉作氏が清原氏の女系出自氏族である、あるいは玉作氏から清原姓に改姓した可能性もある。
出羽国平鹿郡には、条里制遺構や、「鳥の海の干拓」を行った明永長者と明保長者の伝説、万徳長者と地福長者の伝説、恵殿伝説などがあるが、いずれも11、12世紀に荘園公領体制のもとで土地を開発した地方豪族である開発領主の記憶が長者伝説に変化したものであり、その開発領主達は清原氏と血縁関係にあったものとみられる。
清原氏の本拠地として考えられているのが大鳥井山遺跡であるが、この遺跡は調査から払田柵の系譜を引くものと見られ、古代律令国家が地域支配にあたる拠点としての様々な機能と役割を持った城柵の権威と姿を、王朝国家という時代の流れの中で、在地有力者・清原某がそのまま自らの柵（館）に移した結果が大鳥井山遺跡であると考えられる。

## 前九年の役
陸奥（後の陸中国）の俘囚豪族安倍氏と河内源氏源頼義の戦いである前九年の役にて当主清原光頼は当初は中立を保つも、参戦依頼に応え、光頼の弟、清原武則が率いる大軍をもって安倍氏を滅ぼした。その結果、武則が朝廷から従五位下鎮守府将軍に補任され、安倍氏の旧領奥六郡を併せ領する大族となる。

## 後三年の役と惣領家の消滅

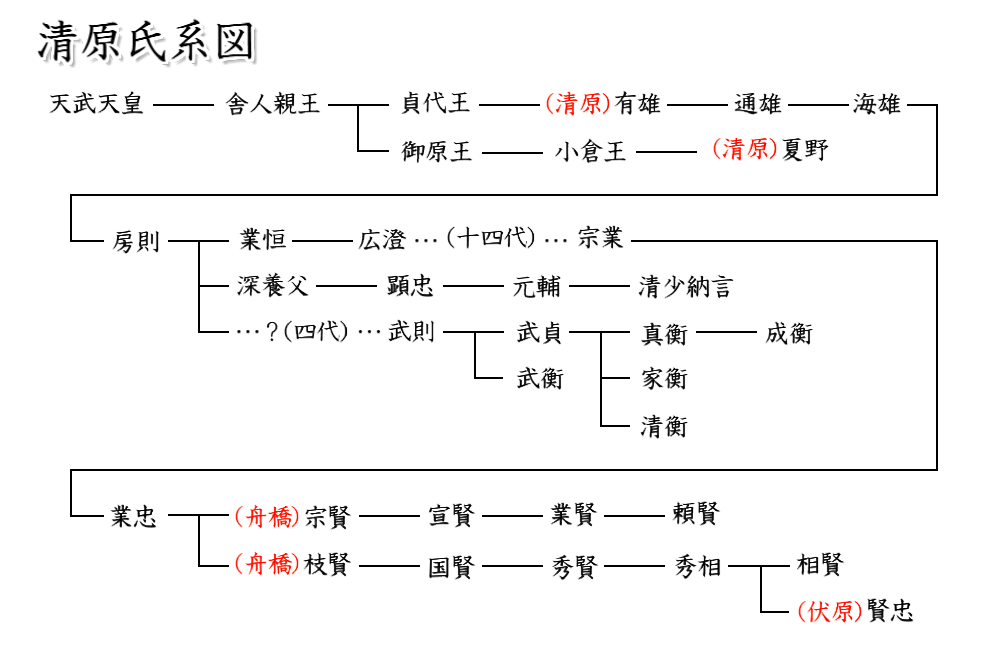

武則の跡を子武貞が継ぎ、さらにその子真衡が継いだ。真衡は延久蝦夷合戦で活躍し鎮守府将軍となった貞衡と同一人物とする説がある。
治暦3年（1067年）には、源満仲の次男・源頼親の孫・源頼俊が陸奥守として赴任した。頼俊は源義家とライバル関係にあった。『百錬抄』康平7年3月29日条によれば、治暦3年には、源頼義の伊予守任了に際し、同国に抑留されていた安倍宗任と安倍家任の2人が陸奥国への帰国の願いを断たれ、大宰府に再移配されている（安倍正任と安倍則任は陸奥国への帰国が叶ったか）。頼義は安倍氏嫡流である宗任を傀儡として利用する野心があったとされ、大宰府への再移配によってそれが水泡に帰してしまったが、それと同時に頼俊が陸奥守に任じられたのは、単なる偶然ではなく、頼義や義家の奥羽への野心を朝廷に警戒されたと考えられる。頼俊は奥羽の住人に対する態度や振る舞いは頼義・義家親子とはかなり異なっており、陸奥守としても鎮守府将軍の武則との関係も融和的だった。また、頼俊は清原氏と海道平氏をとりわけ重く用い、それゆえ共に国守の下で国府や鎮守府在庁官人を統率・指揮する両氏は互いに政治的結束を高めた。
真衡は、棟梁の権限を強め、平氏の岩城氏から養子を取って後継者（成衡）とし、さらにその妻に源頼義の娘を迎えた。
真衡はこうして武家としての清原氏を確立させようとしたが、その過程で一族の長老吉彦秀武や異父異母弟清衡（藤原経清の遺児。母親が清原氏に嫁したため養子となる）、異母弟家衡（武貞と清衡母のあいだの子）と対立し、その鎮圧戦の最中に急死した。源義家の調停により遺領は2人の弟が分け合うこととなったが、この条件を不服として家衡が清衡を攻撃、出羽国沼ノ柵では清衡側としてこの紛争に介入した源義家軍を破った。家衡の叔父にあたる武衡は家衡の戦勝を聞きつけてこれに与力し、出羽国金沢柵の戦いでは籠城戦を戦ったものの清衡を応援した義家軍により滅ぼされた。この一連の内紛を後三年の役といい、勝利した清衡は奥州の覇権を握り、摂関家に届け出て実父藤原経清の姓藤原を名乗るに至り、清原氏惣領家は滅亡した。
『吾妻鏡』には、奥州合戦の後、源頼朝の呼び出しに応じた清原姓の古老の存在が記されているが、出羽清原氏との関係は不明である。